# Le Mystère de la nuit éternelle
Pour plus de détails, voir Fiche technique et Distribution.
Le Mystère de la nuit éternelle (Тайна вечной ночи) est un film fantastique de science-fiction soviétique réalisé par Dmitri Vassiliev et Abram Room et sorti en 1956.
Il s'agit d'une adaptation de la pièce éponyme d'Igor Loukovski (ru).

## Synopsis
Un énorme séisme sous-marin provoque l'inondation d'une île. Alors qu'il étudie l'île dans sa station d'observation, l'océanographe Denissov est aveuglé par un rayonnement inquiétant provenant de la mer lors d'un deuxième séisme. Après un traitement intensif, il recouvre la vue, mais on craint qu'il n'en meure bientôt.
Une expédition en eaux profondes est alors envoyée à bord du navire de recherche Baïkal, qui transporte un bathyscaphe (un sous-marin en eaux profondes). Avant que l'expédition ne commence, une bouée de signalisation est récupérée, provenant d'un bathyscaphe anglais accidenté. Elle contient une bande sonore avec un message vocal qui s'interrompt brusquement lorsque les plongeurs annoncent un grand danger.
Lors de leur plongée, la sphère de plongée avec le professeur Mertsalov et Denissov à bord est attaquée par un calmar géant qui se fixe sur la sphère, mais qui peut être chassé par un rayonnement électrique. Les chercheurs aperçoivent également des poissons géants jusqu'alors inconnus. Enfin, ils découvrent à plus de 5 000 mètres de profondeur une plante qui semble immunisée contre les radiations mortelles et prélèvent des échantillons qui serviront à développer un vaccin pour traiter les personnes malades des radiations. Ils découvrent également un nouvel élément chimique, l'atlantium, qui pourrait être utilisé pour développer de nouvelles sources d'énergie. Les chercheurs retournent avec succès à la surface de la mer. La vie de Denissov, irradié, peut être sauvée.

## Fiche technique
- Titre français : Le Mystère de la nuit éternelle ou Le Secret de la nuit éternelle[1],[2]
- Titre original russe : Тайна вечной ночи, Taïna vetchnoï notchi[3]
- Réalisation : Dmitri Vassiliev, Abram Room
- Scénario : Igor Loukovski (ru) d'après sa pièce
- Photographie : Nikolaï Bolchakov
- Musique : Igor Morozov
- Décors : Artur Berger
- Société de production : Mosfilm
- Pays de production :  Union soviétique
- Langue originale : russe
- Format : couleurs - 1,37:1 - Son mono - 35 mm
- Genre : film fantastique de science-fiction
- Durée : 80 min
- Dates de sortie: 
  - Union soviétique : 25 juin 1956

## Distribution
- Mikhaïl Astangov : Nikolaï Mertsalov, Professeur
- Ivan Pereverzev : Alexeï Denissov, scientifique-océanographe.
- Konstantine Bartachevitch (ru) : Dmitri Roussanov
- Danouta Stoliarskaïa (ru) : Lena Tourtchina, assistante de Denissov
- Apollon Iatchnítski (ru) : Viktor Pavlovich Lavrentiev
- Ielena Izmaïlova (ru) : Alexandra Vasilievna Sokolova, médecin
- Ian Ianakiev (ru) : opérateur radio sur le navire
- Ivan Jevago (ru) : aide-soignant à l'hôpital
- Mikhaïl Glouzski : opérateur radio sur l'île (absent du générique)

## Accueil critique
En 1983, dans la première édition de leur Lexikon des Science Fiction Films, Hahn/Jansen critiquaient « l'insouciance et la confiance » du film, « ... avec lesquelles les plus grands problèmes techniques, médicaux et scientifiques ... sont réduits aux solutions les plus simples ». Il s'agit d'une vision désormais dépassée selon laquelle la science pourrait résoudre tous les problèmes. Horst Besel a écrit dans Progress Film-Illustrierte : « Ce film raconte une histoire dans laquelle se mêlent imagination et vérité. Mais demain, ce qui est encore ici une supposition scientifique peut être devenu réalité. Les profondeurs marines, explorées jusqu'à présent à 4 000 mètres, perdent de plus en plus leur caractère insondable grâce à la technique ».